# 레트노 마르수디
레트노 레스타리 프리안사리 마르수디 (Retno Lestari Priansari Marsudi,1962년 11월 27일 ~)는 인도네시아의 외교관으로, 2014년부터 조코 위도도 내각에서 외무부 장관으로 재직하고 있다. 마르수디는 인도네시아 외무부 장관에 임명된 첫 여성 장관이다.  이전에는 2012년부터 2014년까지 네덜란드 주재 인도네시아 대사, 2005년부터 2008년까지 아이슬란드와 노르웨이 주재 인도네시아 대사로 재직하였다.

## 어린 시절과 학업
스마랑에서 태어난 마르수디는 SMAN 3 Semarang을 졸업하고, 국제 관계를 계속 공부하여 1985년에 가자 마다 대학교를 졸업했다. 그 후 헤이그 응용과학 대학교에서 국제 유럽 법률 및 정책 석사 학위를 취득하고, 네덜란드 국제 관계 연구소 클링엔다엘에서 외교부 교육 프로그램을 이수하였다.

## 외교관 경력
마르수디는 대학을 마치고 외무부에 들어갔다. 1997년에서 2001년 사이에 마르수디는 네덜란드 헤이그에 있는 인도네시아 대사관에서 경제 담당 제1비서관을 지냈다. 2001년에는 유럽 및 미국 담당 차석에 임명되었다. 2003년에는 서유럽 담당 차서으로 승진하였다.
마르수디는 2005년에 노르웨이와 아이슬란드 주재 인도네시아 대사에 임명되었다. 재임 기간인 2011년 12월, 마르수디는 노르웨이 왕립 공로 훈장을 수여받았는데, 인도네시아인으로선 처음으로 이 상을 수여받은 것이다. 마르수디는 오슬로 대학교에서 인권 연구를 한 바 있다. 마르수디는 훗날 자카르타로 돌아와 유럽 및 미국 사무국장을 맡게 되었다.
2012년, 네덜란드 주재 인도네시아 대사에 임명되었다. 마르수디는 유럽 연합, 아시아 유럽 정상회의, 동아시아-라틴아메리카 협정 포럼에서 다양한 다자간 협상 및 양자간 협의를 주도했다.

## 정치 경력

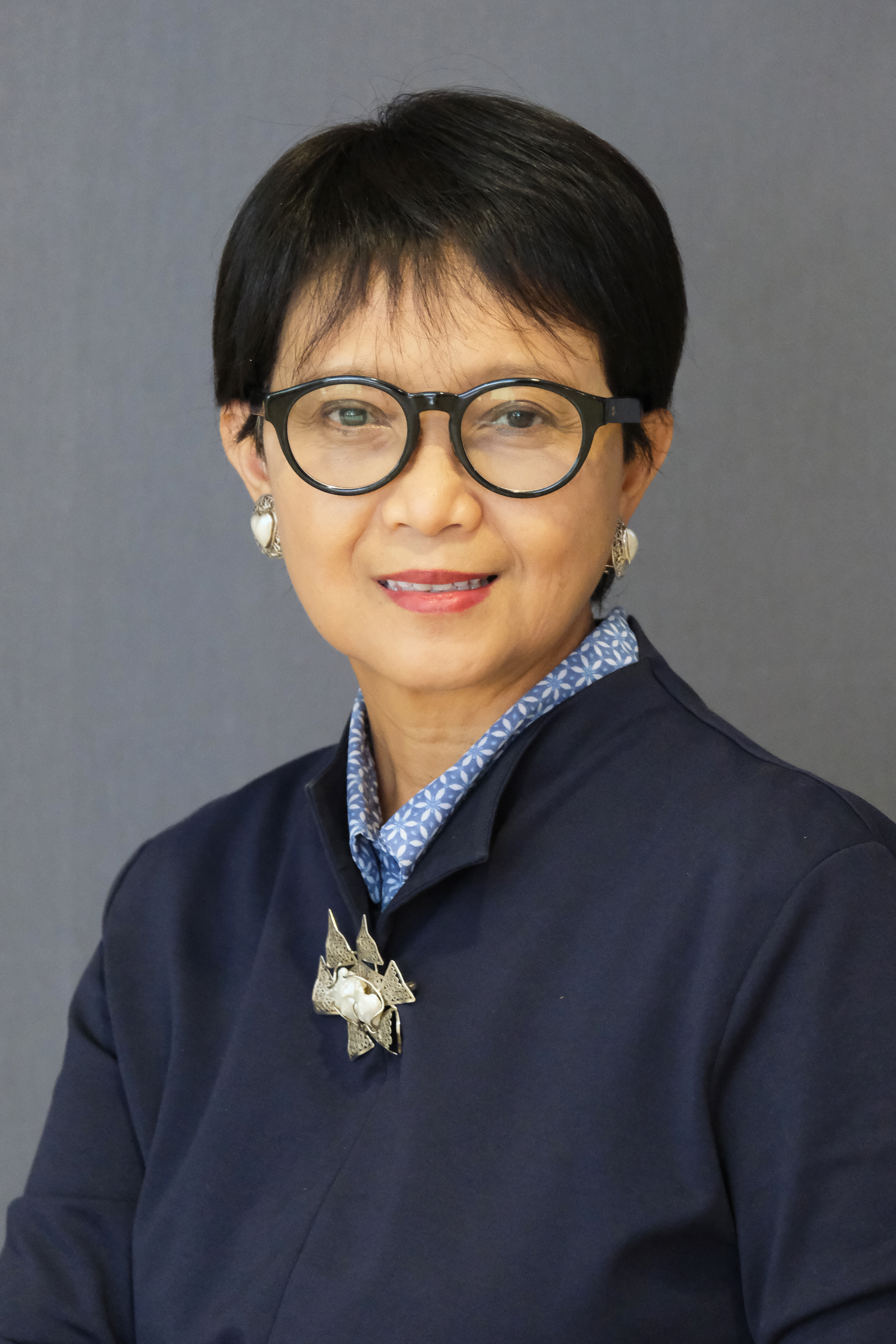
레트노 마르수디, 2021년

2014년 10월 27일, 마르수디는 조코 위도도 대통령의 지시로 인도네시아 외무부 장관에 임명되었다.
2021년, 마르수디는 카리나 굴드, 리아 타데세와 함께 COVAX AMC (Advance Market Commitment) 참여 그룹의 공동 의장에 임명되었다. AMC는 COVAX 시설에 92개 중하위 및 저소득 국가의 참여를 지원하고, 코로나19 백신 접근성을 보장하려는 차원에서 마련된 자금 조달 수단이다.

## 수여사항
- 노르웨이 왕립 공로 훈장 (2011년)
- 페루 태양의 대십자훈장 (2018년)[9]